# Aeródromo Paco
El Aeródromo Paco o Aeródromo de Chapala (Código DGAC: PAK) es un pequeño aeropuerto privado ubicado en Chapala, Jalisco que es operado por AeroClub Chapala A.C., una asociación dedicada a la aviación deportiva. Cuenta con 2 pistas de aterrizaje: La principal de 650 metros de largo y 11 metros de ancho con superficie asfáltica; y la secundaria, pensada para aviones ultraligeros con 270 metros de largo y 17 metros de ancho sin pavimento. El aeropuerto cuenta además con diversos hangares y zonas recreativas usadas por los miembros del club. La frecuencia de rediocomunicaciones para éste aeródromo es 123.4.